# Nepalczycy
     Bhotia, Szerpowie, Thakali
     Gurungowie
     Kirata, Rai, Limbu
     Newarowie
     Pahari
     Tamangowie

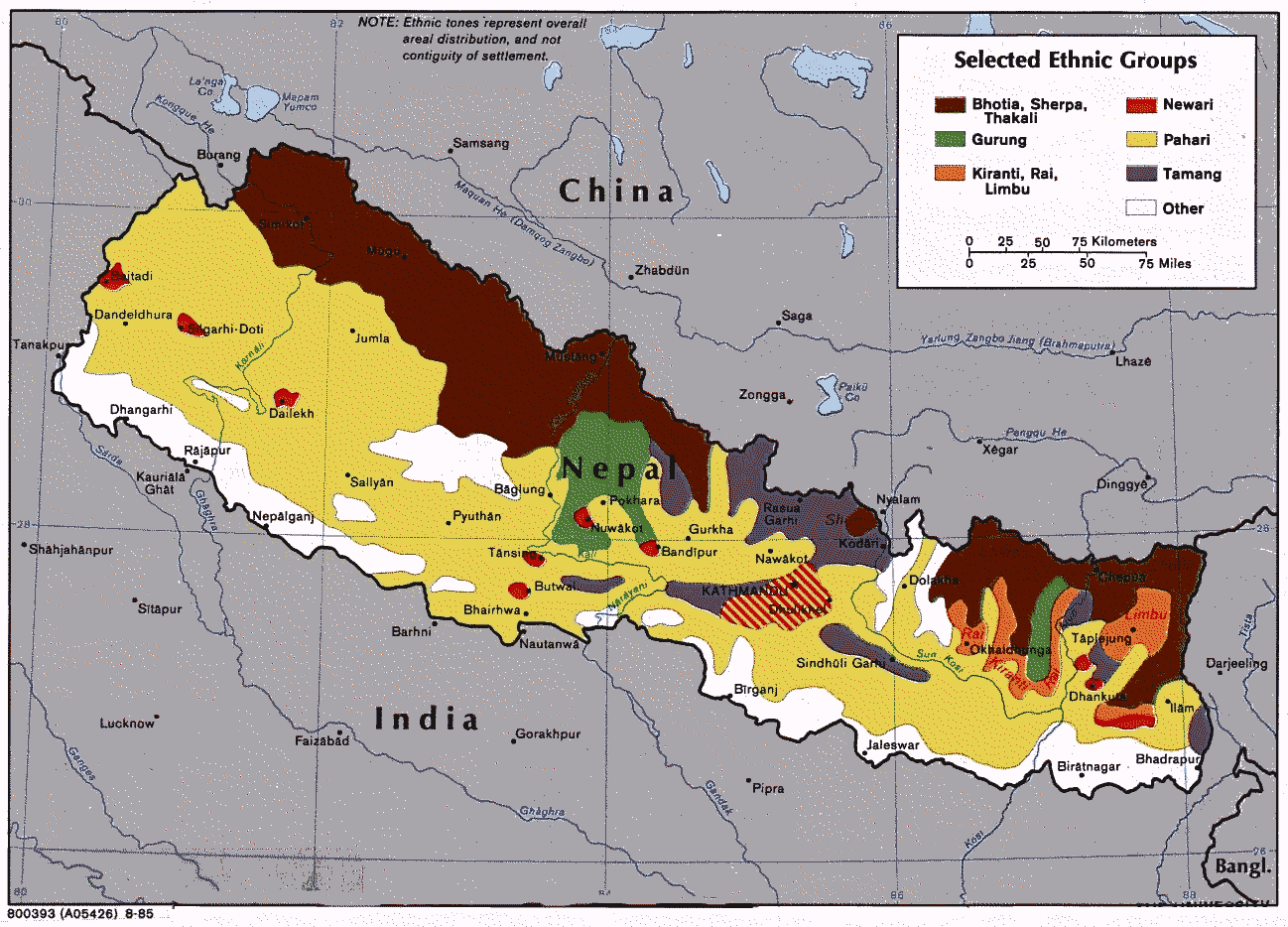
Wybrane grupy etniczne w Nepalu:
Bhotia, Szerpowie, Thakali
Gurungowie
Kirata, Rai, Limbu
Newarowie
Pahari
Tamangowie

Nepalczycy (dewanagari नेपाली Nepali) – nazwa obywateli państwa Nepal w języku polskim – odpowiednio są nimi każdy Nepalczyk i Nepalka, a także określenie ludności posługującej się językiem nepalskim zamieszkującej, poza Nepalem, Indie i Bhutan, oraz inne kraje, niezależnie od posiadanego obywatelstwa. W indyjskim stanie Sikkim ludność nepalskojęzyczna liczy 339 tys. i stanowi ponad połowę mieszkańców stanu; w Bengalu Zachodnim jest 1 023 000 osób mówiących po nepalsku, a w Assamie 565 000. Nepalskojęzyczna ludność, wyznająca hinduizm, przeważa również na południu Bhutanu i są obywatelami tego kraju.

## Etnogeneza
Nepalczycy w sensie etnograficznym nie istnieli w przeszłości jako plemię. W etnogenezie współczesnych Nepalczyków największą rolę odegrały trzy grupy ludności: Newarowie, Khasa oraz Gurkhowie. Nazwa „Nepal” i „Nepalczycy” pochodzi od dominującej kulturowo grupy etnicznej Newarów, zamieszkujących od wieków Dolinę Katmandu, posługujących się himalajskim językiem newari, (Nepal Bhasza, język Nepalu). Urzędowym językiem kraju jest indoaryjski język nepalski, będący pierwotnie językiem zamieszkujących środkowy Nepal autochtonicznych Khasów, stąd jego dawna nazwa khas kura. Został on później przejęty przez przybyłych z Indii Gurkhów, którzy zdobyli obszar dzisiejszego Nepalu i narzucili ten język jako dominujący, zmieniając jego nazwę z khas kura na gorkhali, a następnie na nepali, kładąc podwaliny pod powstanie dzisiejszego narodu nepalskiego, który jednakże nadal uznaje się za naród in statu nascendi.
Ludy zamieszkujące obszar południowego Nepalu wywodzą się z Indii, posługują się dialektami indoaryjskimi, wyznają hinduizm, natomiast na północy dominują języki tybeto-birmańskie i buddyzm tybetański. Między poszczególnymi grupami przez wieki istniała wymiana handlowa oraz daleko posunięty synkretyzm religijny, określany terminem „religia nepalska”, jednak z drugiej strony poszczególne grupy nadal zachowują w dużym stopniu swoje plemienne odrębności i języki.
Jedna z możliwych typologii mieszkańców, wieloetnicznego państwa jakim jest Nepal, wymienia następujące kategorie:
- Gurkhowie, posługujący się językiem nepali (50%)
- Hindusi przybyli do Teraju z północnych Indii (posługują się różnymi dialektami hindi) (25%)
- Tamangowie (5%)
- Kiratowie, Newarowie, Tharu
- Gurungowie, Szerpowie, Magarowie, mówiący językami tybeto-birmańskimi
- Muzułmanie.

Ludność pochodząca z Indii do niedawna w niewielkim stopniu brała udział w życiu politycznym Nepalu, nadal nie odbywają służby wojskowej, jednak w ostatnich latach dzięki polityce „nepalizacji” za pomocą systemu oświatowego, mediów i administracji następuje ich stopniowa asymilacja.

## Język
Wiele z tych ludów posiada własne plemienne języki, zaś język nepalski używany jest przez nie jako drugi język (lingua franca, język oświaty i administracji państwowej). Według spisu ludności z 2001 roku, ludność Nepalu posługuje się w sumie 92 językami. Największe pod względem liczby użytkowników języki Nepalu (jako język ojczysty) to język nepalski (80%, szacunkowo 2011), tharu (3%), tamang (2%), gurung (1.5%), maithili (2%), bhojpuri (2%) newari (1%), magar (1%), awadhi (1%), rai (1%), limbu (1%) oraz Bajjika (1%).

## Religia
Dominującą religią Nepalczyków jest hinduizm (ponad 80%), nieco odmienny od form występujących w Indiach. Buddyzm traktowany jest jako jedna z odmian hinduizmu, i z tego względu statystyki zaniżają rzeczywisty procent ludności praktykującej tę religię. W spisach ludności za buddystów uważa się tylko grupy zamieszkującą odległe regiony północne, które w minimalnym stopniu przejęły wpływy hinduistyczne z południa. Większość ludności na południu i wyżynach środkowych wyznaje w różnym stopniu obie religie jednocześnie. Synkretyzm religijny jest szczególnie widoczny w religii Newarów, zamieszkujących Dolinę Katmandu. Niektóre ludy pozostały przy pierwotnym animizmie, ulegając jedynie powierzchownej hinduizacji.
Niektóre charakterystyczne elementy nepalskiego hinduizmu:
- kult „żywej bogini” Kumari
- kult świętej góry Machhapuchhare
- kult króla jako wcielenia Wisznu
- nadal żywe kulty tantryczne, które w średniowieczu zaniknęły w Indiach[11]

## System kastowy
Pod wpływem hinduizmu społeczeństwo nepalskie przejęło w XIV w. system kastowy, posiadający zarówno aspekt etniczny, jak i zawodowy. Poszczególne grupy etniczne wyspecjalizowały się w pewnych formach działalności ekonomicznej. Kasta nadal pozostaje ważnym elementem tożsamości grupowej, jednakże podziały kastowe nie są tak sztywne i rygorystycznie przestrzegane jak w Indiach.